# Biopolymer

Mikrostrukturen hos DNA:s dubbelspiral, som består av två biopolymermolekyler: en för vardera halva av dubbelspiralen.

Biopolymerer är polymermolekyler som bildas av levande organismer. Biopolymerer är alltså polymera biomolekyler. Eftersom de är polymerer innehåller de monomerer som binds ihop till större molekyler med kovalenta bindningar.
Det finns tre huvudsakliga klasser av biopolymerer, utgående från monomererna och de strukturer som bildas:
- Polynukleotider (RNA och DNA), som är långa polymerer uppbyggda av 13 eller fler nukleotidmonomerer.
- Polypeptider, som är korta polymerer av aminosyror.
- Polysackarider, som består av kolhydrater.

Biopolymeren cellulosa är den vanligaste organiska föreningen på jorden, och utgör ungefär 33 procent av all växtmassa.